# Simon Lüchinger
Simon Lüchinger, né le 28 novembre 2002 à Vaduz, est un footballeur international liechtensteinois qui évolue au poste de milieu de terrain au SW Bregenz.

## Biographie

### Carrière en club
Ayant effectué toute sa formation au FC Vaduz, Simon Lüchinger a commencé à jouer avec son équipe reserve dès 2019, récupérant même le brassard de capitaine de l'équipe qui évolue en sixième division suisse,. Après un court hiatus aux États-Unis, en Pennsylvanie, pour ses études,, il signe son premier contrat professionnel avec les liechtensteinois le 16 décembre 2021.
Ayant fait ses débuts avec l'équipe de deuxième division suisse, il est néanmoins prêté à l'USV Eschen/Mauren pour la première partie de saison 2022-23.

### Carrière en sélection
Possédant la doublé nationalité suisse-liechtensteinoise, Lüchinger est international en équipe de jeune avec ces derniers, ayant notamment connu un essor précoce en équipe espoirs, avec laquelle il fait ses débuts le 6 juin 2019, lors d'une victoire 1-0 contre l'Azerbaïdjan. Il est nommé capitaine des espoirs à seulement 16 ans par Martin Stocklasa, devenant ainsi le plus jeune joueur à porter le brassard de la sélection,.
Lüchinger fait ensuite ses débuts internationaux seniors pour le Liechtenstein le 7 juin 2021 lors d'un match amical contre les îles Féroé,.

## Palmarès
Ayant pris part à plusieurs matchs de la Coupe du Liechtenstein avec Vaduz en 2021-22, il n'entre néanmoins pas en jeu lors de la finale victorieuse face à l'Eschen/Mauren, première étape d'une qualification historique en Ligue Europa Conférence.